# Sân vận động Skonto
Sân vận động Skonto (tiếng Latvia: Skonto stadions) là một sân vận động bóng đá ở Riga, Latvia. Sân vận động có sức chứa 8.087 chỗ ngồi và được xây dựng vào năm 2000. Đây là sân vận động lớn thứ 2 ở Latvia. Riga FC thường có lượng khán giả trung bình là 500 người. Thiết kế sân vận động giống với Nhà thi đấu Skonto.

## Đặc điểm
Sân vận động Skonto nằm ở trung tâm của Riga - Đường E. Melngaiļa 1a, Riga, Latvia. Đây là sân vận động bóng đá lớn nhất với sức chứa 9.500 chỗ ngồi, phòng chờ VIP, văn phòng, trung tâm báo chí và các quán cà phê.

## Sử dụng
Sân vận động Skonto chủ yếu được sử dụng để tổ chức các trận đấu bóng đá. Kể từ khi mở cửa vào năm 2000, sân đã là sân nhà của câu lạc bộ Giải bóng đá vô địch quốc gia Latvia Skonto Riga và đội tuyển bóng đá quốc gia Latvia, cũng như đội tuyển U-21 Latvia.
Các nghệ sĩ quốc tế đã biểu diễn tại địa điểm này, bao gồm Aerosmith và Metallica vào năm 2008, cả hai đều đạt sức chứa tối đa cho các buổi hòa nhạc, lần lượt với 32.000 và 33.000 người hâm mộ. Một số nghệ sĩ khác cũng đã biểu diễn ở đó, chẳng hạn như Snoop Dogg, Massive Attack, Depeche Mode và Akon.
Năm 2003, Sân vận động Skonto đã tổ chức Liên hoan ca nhạc và khiêu vũ Latvia, nhưng vào năm 2008, một trận giao hữu giữa các cựu cầu thủ bóng đá Latvia và Gruzia đã được tổ chức tại địa điểm này.
Vào năm 2009, câu lạc bộ bóng đá Latvia FK Ventspils đã sử dụng sân vận động này cho các trận đấu trên sân nhà của mình trong các trận đấu UEFA Europa League, vì sự cố kỹ thuật với sân vận động của họ.

## Lượng khán giả
Sân vận động Skonto có lượng khán giả cao nhất cho đến nay trong một trận đấu bóng đá là 9.000 người vào năm 2003 cho trận đấu play-off vòng loại giải vô địch bóng đá châu Âu 2004 giữa Latvia và Thổ Nhĩ Kỳ.